# Holsteiner
Holsteiner é uma raça de cavalos originária do norte da Alemanha, na região de Schleswig e Holstein. É um cavalo muito popular para hipismo em varias regiões do planeta. Ele é forte e tem resistência. É considerada a raça mais antiga dos cavalos de sangue-quente, tendo sua origem no século XIII. São usados principalmente em saltos, adestramento, atrelagem e cross-country.

## Características
São cavalos de grande porte,  tendo entre 1.60m e 1.70m de cernelha. Os garanhões, para serem aprovados pelo studbook da raça, devem ter no mínimo 1.62m de cernelha, enquanto as éguas devem medir no mínimo 1.57m de cernelha. Os cavalos dessa raça tem um porte atlético e pescoços arqueados. O pescoço "pesado" foi perpetuado na raça pelos garanhões Ladykiller e Landgraf. 

## Galeria

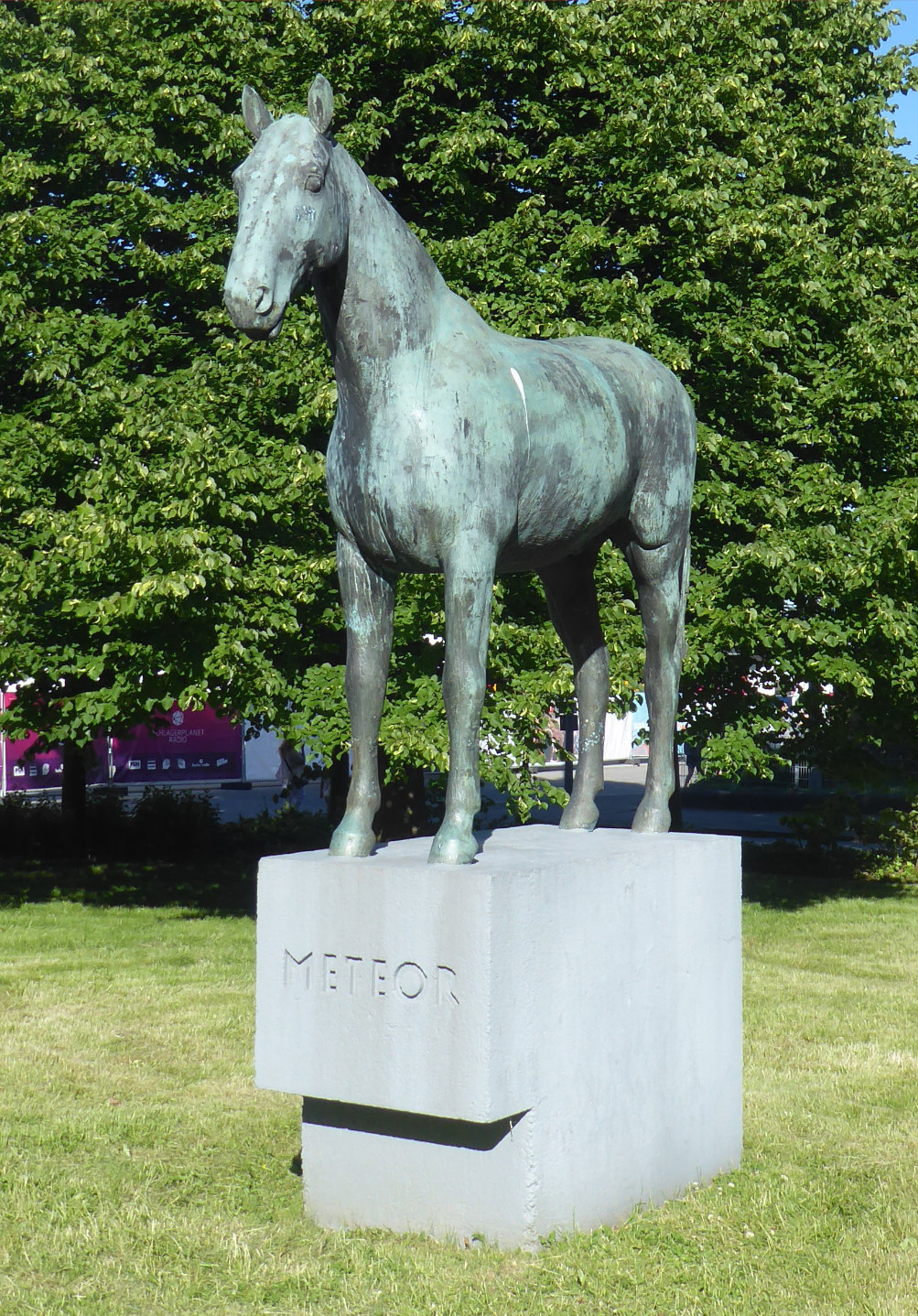
em Kiel
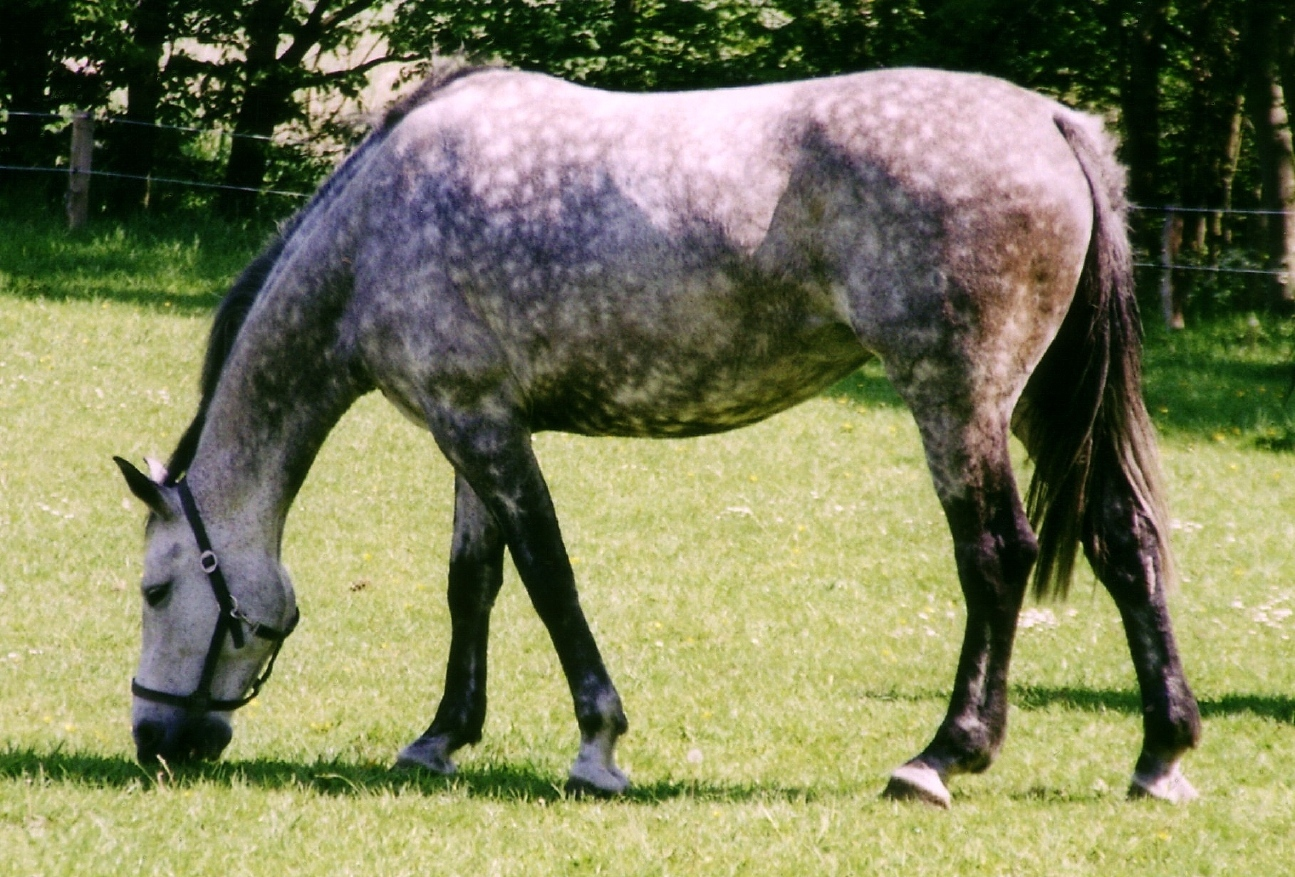
Holsteiner em 2005
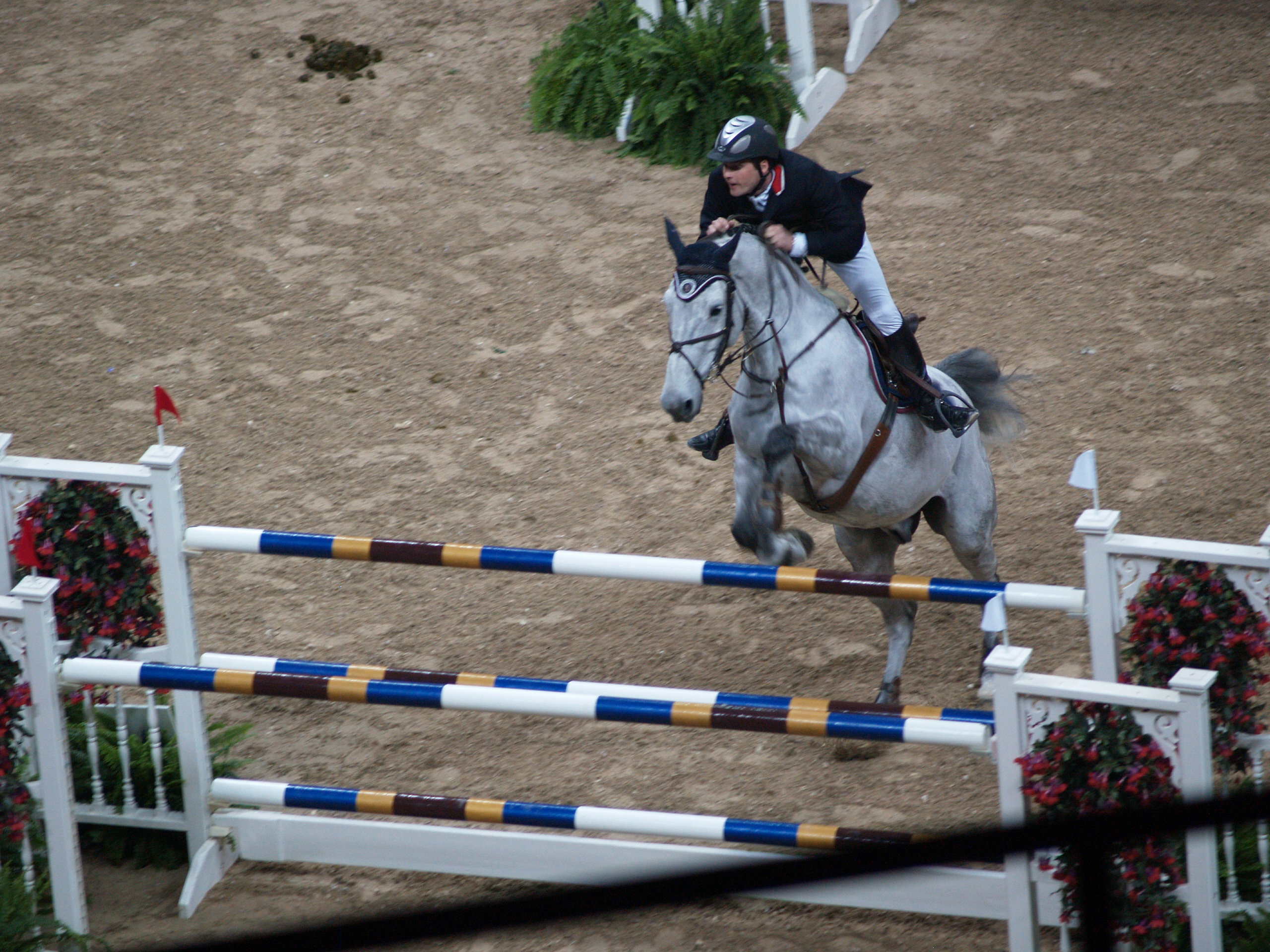
Tony André Hansen com Camiro
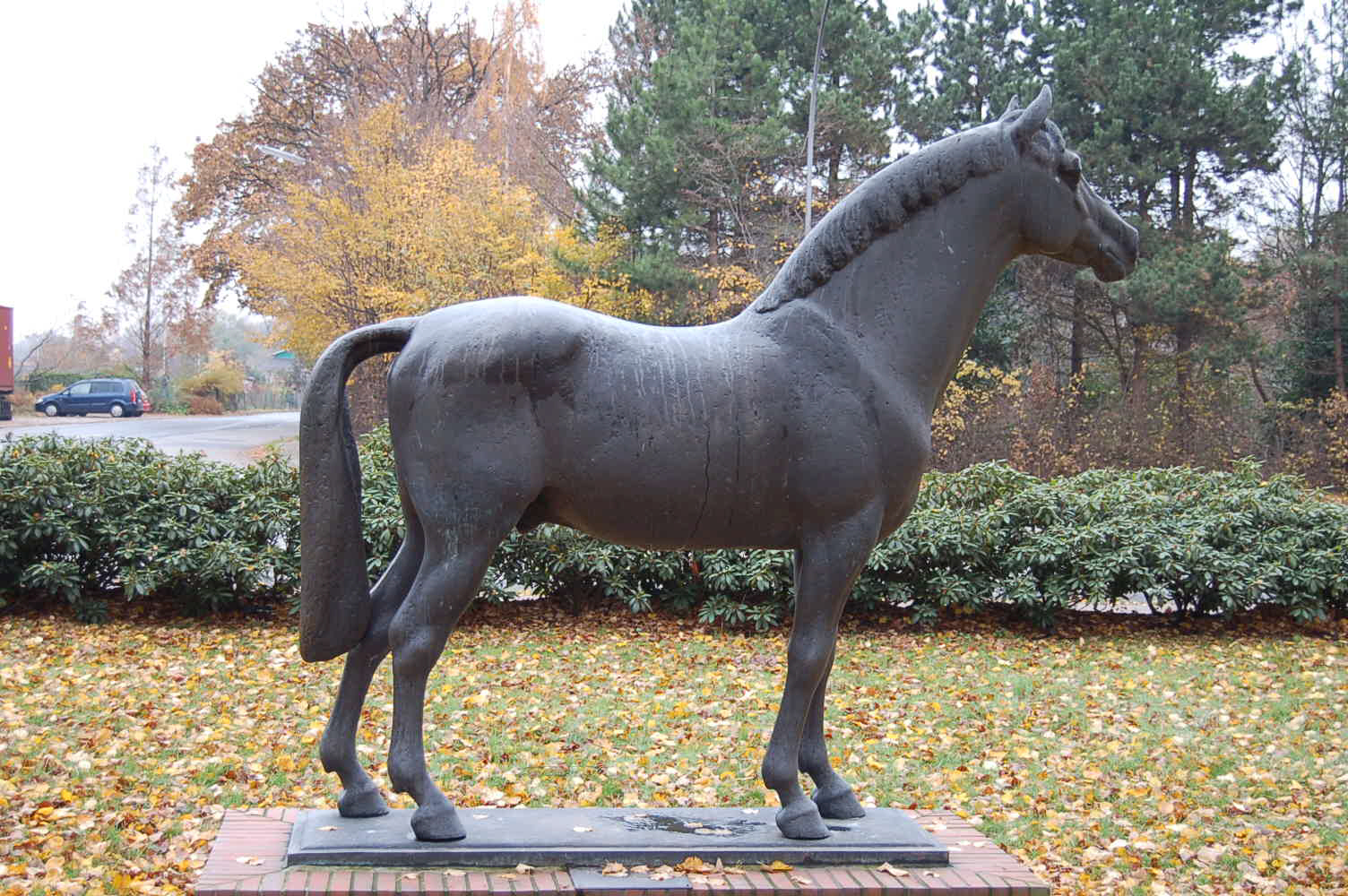
Escultura de Landgraf

## Ligações Externas
- Holsteiner um cavalo de saltos